# 다케모토 노바라

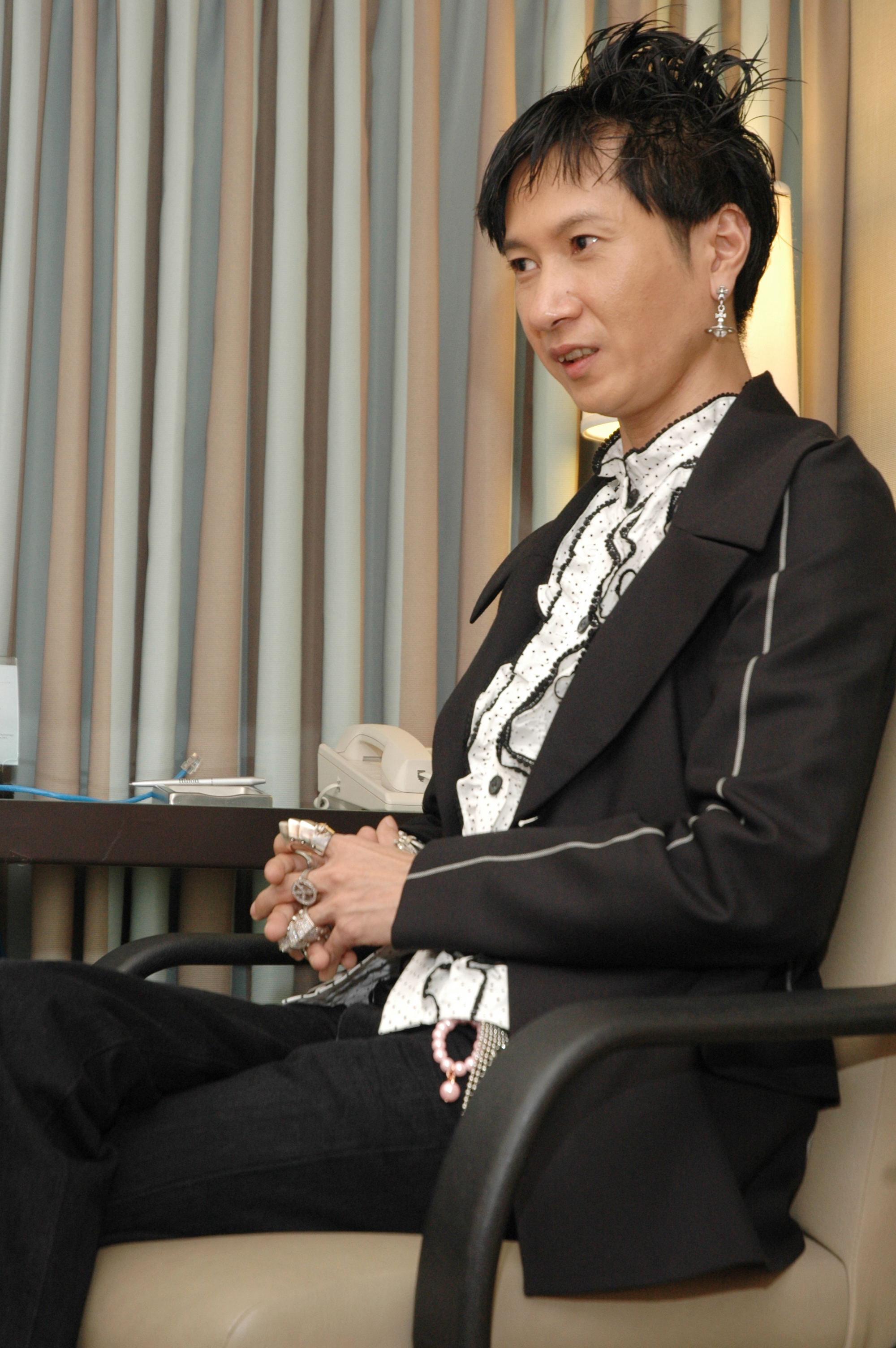

타케모토 노바라(일본어: 嶽本 野ばら 1968년 1월 26일)는 작가, 엣세이스트. 자칭 「오토메파 문필가」. 쿄토 부 우지시출신. 대표작은 『시모츠마 이야기』등.

## 작품

### 소설
- 미싱 : 2000년 10월・소학관
- 카페 소품집 : 2001년 8월・아오야마 출판사
- 에밀리 : 2002년 4월・집영사
- 시모츠마 이야기 양키 소녀와 로리타 소녀 : 2002년 9월・소학관
- 카페 소품집 : 2003년 3월・소학관
- 로리타。 : 2004년 1월・신쵸사
- 시모츠마 이야기 양키 소녀와 로리타 소녀 : 2004년 3월・소학관
- 미싱2/카사코 : 2004년 7월・소학관
- 에밀리 : 2005년 5월・집영사
- 시모츠마 이야기・완 양키 소녀와 로리타 소녀와 살인사건 : 2005년 7월・소학관
- 시실리안느 : 2005년 12월・신쵸사
- 하피네스 : 2006년 7월・소학관
- 변신 : 2007년 3월・소학관

### 그림책
- 우로코히메 : 2004년・주부와 생활사

### 엣세이
- 소레이누 -올바른 오토메가 되기 위하여- : 1998년 5월・국서간행회 (문고판 : 2001년 3월・문예춘추)
- 패치워크 : 2002년 12월・후소샤
- 연애의 나라의 앨리스 : 2004년 10월・아사히 신문사

### 대담집
- Fetish : 2007년 3월・타카라지마사

## 같이 보기
- 불량공주 모모코